# Barraca de vinya (la Torre de Claramunt)
Barraca de vinya és una construcció popular del municipi de la Torre de Claramunt inclosa en l'Inventari del Patrimoni Arquitectònic de Catalunya.

## Descripció
És una barraca de planta circular i coberta feta per aproximació de fileres de pedra. El dintell de la porta sempre és una llosa plana de grans dimensions. Les pedres són disposades "a sec" sense cap mena d'argamassa.
Les parets són molt gruixudes i l'alçària interior no arriba, moltes vegades, a la d'un home dret. Se solen cobrir amb un con de terra, damunt la coberta, per tapar les escletxes i perquè el vent i la pluja no s'emportin la terra s'hi planten lliris de flor morada. Perquè llurs arrels retenen la terra.

## Història
L'any 1968 el ceci va organitzar el «dia de la Comarca» a Vilanova d'Espoia una de les dissertacions fou a càrrec d'en Joan Bassegoda i Nonell que parlà d'aquest tema, demostrant que la cultura d'aquest tipus de construcció s'entronca amb cultures prehistòriques tant a Catalunya com a les Balears. L'«Avi Muntadas» proposà ensenyar com es feia una «barraca» i es va fer un reportatge i l'equip d'en Bassegoda va fer plànols de diverses barraques, documentació que es troba a l'Escola Superior Tècnica d'Arquitectura de Barcelona.